# Eduard Grégr

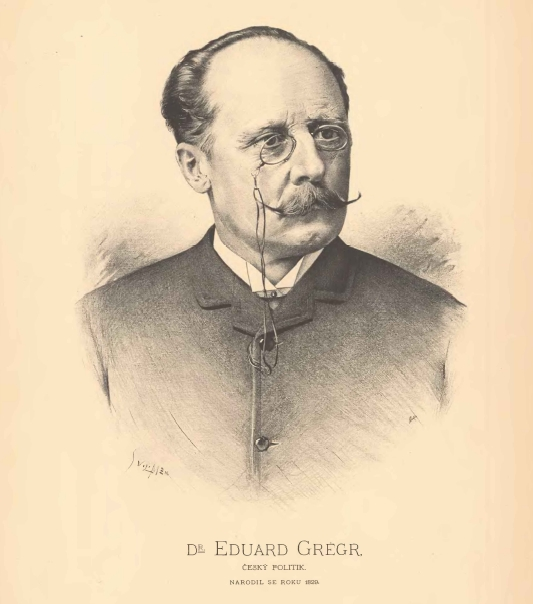
Eduard Grégr

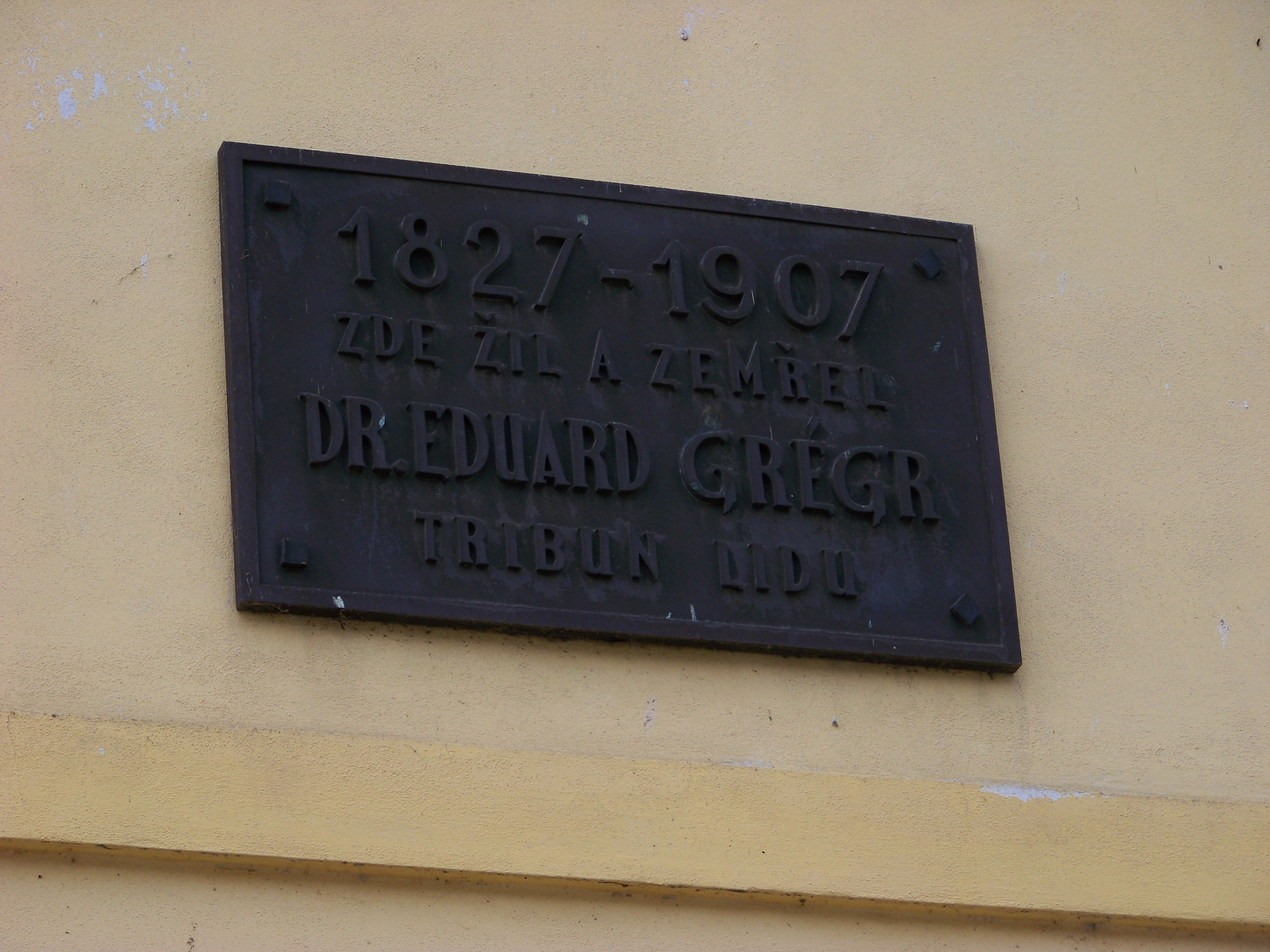
Pamětní deska, upomínající na Eduarda Grégra při ulici Grégrova čp. 26 ve Lštění

Eduard Grégr, narozen jako Eduard Gröger (4. března 1827 Steyr – 1. dubna 1907 Lštění) byl český lékař, vysokoškolský pedagog, redaktor, tiskař, nakladatel, vydavatel, novinář a politik. Spolu s bratrem Juliem hlavní postavy Národních listů, představitelé radikálně liberálního proudu české politiky, od 70. let 19. století člen Národní strany svobodomyslné (mladočeské).

## Biografie

### Mládí, studium a profesní dráha
Pocházel z rodiny geometra. Studoval filozofii na Vídeňské univerzitě, pak od roku 1848 medicínu na Karlo-Ferdinandově univerzitě v Praze. V roce 1854 získal titul doktora lékařství a působil jako asistent u Jana Evangelisty Purkyně. Roku 1859 se stal docentem na lékařské fakultě pražské univerzity. V roce 1860 podnikl cestu po západní Evropě.

### Vstup do politiky
V letech 1861–1862 působil jako redaktor vědeckého časopisu Živa. V této době založil v Praze tiskárnu a společně s bratrem Juliem a dalšími založili hlavní český politický deník Národní listy (koncese na jejich vydávání byla podána na jméno bratra Julia Grégra). První číslo vyšlo 1. ledna 1861.
Již v 60. letech se rozcházel v mnohých otázkách s názory hlavního proudu české politiky tak, jak ji reprezentovali František Ladislav Rieger a František Palacký. V roce 1863 to byla například otázka postoje k polskému povstání proti carské vládě, kde Rieger i Palacký razili proruské, slavjanofilské stanovisko. Eduard Grégr tehdy sice přijal Palackého stati k otištění, ale redakční pozice Národních listů byla odlišná. Rieger v roce 1863 proto zahájil vydávání vlastního politického deníku Národ a Národní listy zůstaly nadále sice nejvýznamnějším českým periodikem, ale trvale si udržovaly vlastní pozici, více či méně odlišnou od oficiálního Riegrova proudu. Oba bratři Grégrové se roku 1864 účastnili schůzek, jež svolal Rudolf Thurn-Taxis, na kterých se profiloval program samostatné liberální politické strany. Nakonec ale k formálnímu ustavení nezávislé mladočeské formace nedošlo a oba proudy české politiky i nadále existovaly ve volné alianci. Eduard Grégr tak například roku 1865 spolupodepsal jako jeden z 66 českých poslanců takzvaný Pamětní spis formulovaný Františkem Palackým, coby jednotný programový manifest české opozice v rámci mocnářství. Nadále si ale zachovával vlastní postoje. V roce 1866 tak na zemském sněmu podal interpelaci ve věci pobytu jezuitů v Čechách. Návrh vyvolal ostré polemiky, nejen kvůli vlastnímu antiklerikálnímu obsahu, ale hlavně kvůli tomu, že Grégr jej podal společně s několika českoněmeckými poslanci.
Od března 1861 zasedal na Českém zemském sněmu Zemský sněm ho roku 1871 zvolil poslancem Říšské rady (celostátní zákonodárný sbor, tehdy ještě nevolen přímo, ale tvořen delegáty jednotlivých zemských sněmů), kde reprezentoval kurii venkovských obcí. V souladu s tehdejší českou opoziční politikou pasivní rezistence ale mandát nepřevzal a do sněmovny se nedostavil. Jeho mandát tak byl 23. února 1872 a znovu 11. června 1872 prohlášen pro absenci za zaniklý. Totéž se opakovalo po prvních přímých volbách do Říšské rady roku 1873, kdy Grégr získal mandát poslance za kurii venkovských obcí, obvod Rychnov, Žamberk, Ústí nad Orlicí atd. Z politických důvodů se nedostavil do sněmovny, čímž byl jeho mandát 10. prosince 1873 prohlášen za zaniklý.
Přitom uvnitř české politické scény se názory na pasivní rezistenci lišily. Většina politiků se sice shodovala na bojkotu Říšské rady, ale část pozdějších mladočechů požadovala aktivnější přístup k uplatňování mandátů na zemském sněmu. V roce 1867 bratří Grégrové, Karel Sladkovský a další mladočeští aktivisté dosáhli alespoň toto, že na zemské mandáty se nebude ihned rezignovat, pouze se poslanci nebudou aktivně účastnit schůzí zemského sněmu. Podobná diskuze se opakovala v roce 1868. Mladočeši čelili kritice, že jejich zájem o vstup na sněm má zištnou motivaci. Následně pak skupina bratří Grégrů, Sladkovského a několika dalších poslanců demonstrativně složila zemské poslanecké mandáty. Eduard Grégr se v této době spolu s bratrem a dalšími mladočeskými předáky podílel aktivně na vlně občanských protestů proti ústavnímu směřování Předlitavska, které vyvrcholily sérií masových demonstrací (táborové hnutí). Udržoval i kontakty s představiteli začínajícího dělnického hnutí. V tajné policejní zprávě z té doby odeslané do Vídně je Eduard Grégr řazen mezi cca deset hlavních českých politiků. V srpnu 1868 patřil mezi 81 signatářů státoprávní deklarace českých poslanců, v níž česká politická reprezentace odmítla centralistické směřování státu a hájila české státní právo.
V roce 1870 inicioval předseda vlády Alfred Potocki rozhovory s českou opozicí. Očekávala se možnost dohody a naplnění českých požadavků. Eduard Grégr tehdy při poradách českých politiků vystupoval proti tomu, aby se jako základ českých požadavků vzal císařský patent z roku 1848 (takzvaná česká charta). Podřídil se ovšem pak většinovému opačnému názoru.

### Politikem mladočeské strany
Rozpory ohledně politiky pasivní rezistence vyvrcholily v roce 1873 a vedly k ustavení Národní strany svobodomyslné (mladočeské). Většina českých politiků nadále souhlasila s neúčastí na vídeňské Říšské radě, ale v otázce zemského sboru nebyly názory jednotné. Když Český klub coby společná sněmovní frakce českých státoprávních poslanců o otázce hlasoval, byla sice odsouhlasena pasivní rezistence i na zemském sněmu, ale pouhým poměrem 47 : 35 hlasů. Poražená (mladočeská) menšina reagovala 25. listopadu 1873 veřejným prohlášením, ve kterém sice předchozí většinové rozhodnutí respektovala, ale demonstrativně vrátila své mandáty do rukou voličů, protože rozhodnutím o pokračujícím bojkotu pozbyly svého účelu. Mezi signatáři tohoto prohlášení byl Sladkovský, bratři Grégrové, Alois Pravoslav Trojan a další politici, kteří v té době již směřovali k ustavení samostatné politické strany. Národní (staročeská) strana označila jejich deklaraci za rozkolnictví. V této fázi ovšem ještě samostatná mladočeská strana nevznikla, protože tlak na rozbíječe národní jednoty byl ještě příliš silný. Definitivní rozkol v českém táboře a oficiální vznik mladočeské strany nadešel v následujícím roce. Zemské volby v Čechách 1874 poprvé přinesly existenci samostatné konkurenční mladočeské kandidátky. Po volbách sedm mladočeských poslanců (včetně Eduarda Grégra) vstoupilo na zemský sněm a porušilo tak dogma o pasivní rezistenci. Grégr byl zároveň na podzim 1874 zvolen v doplňovacích volbách do Říšské rady. Mandát sice nepřevzal, protože ve shodě se staročechy, odmítal uznat legitimitu vídeňského parlamentu, ale jeho zvolení bylo prestižním úspěchem mladočechů, když ve volebním obvodě Slaný vyhrát nad jedním z konzervativních matadorů české politiky, Jindřichem Jaroslavem Clam-Martinicem. V prosinci 1874 se pak konal první sjezd nové politické formace.
V roce 1876 se E. Grégr zásadně vymezil i proti české státoprávní politice jako takové. Po smrti Františka Palackého tehdy v otevřeném dopise F. L. Riegrovi napsal: „První a nejhlavnější chybu vidím v tom, že politický náš program v samých základech byl pochybený. My založili svůj politický program na historickém státním právu koruny české. Ale tomuto našemu právu nikdo na světě nerozumí – a my také ne!“ A dodal, že samotná historická privilegia nejsou garancí státnosti: „Státní právo bez patřičné moci, která by mu dovedla zjednat platnosti, nestojí ani za fajfku tabáku.“ Vyslovil se pro aktivní obhajobu českých zájmů i na Říšské radě a pro založení české argumentace spíše na přirozeném právu několikamilionového etnika. Výrok o fajfce tabáku vzbudil emotivní reakce a Grégr ho prezentoval jako svůj osobní úhel pohledu, protože i na některé mladočechy to byla příliš ostrá rétorika. Mimo jiné na základě těchto výroků se od Eduardu Grégrovi tvrdí, že sice neměl vůdcovské schopnosti svého bratra, ale jako poslanec zemského sněmu i říšské rady a ohnivý řečník zastával leckdy ještě radikálnější a svobodomyslnější názory než jeho bratr.
Navzdory pozdvižení, které Grégrovy výroky budily, se v otázce českého bojkotu Říšské rady schylovalo k zásadnímu obratu. V roce 1879 Eduard Taaffe, tehdy představitel konzervativního německorakouského tábora, inicioval jednání s Čechy, na jejichž konci byl český vstup na Říšskou radu, zahájení aktivní politiky a přechod Čechů do provládního tábora. Ještě na poradě Českého klubu před volbami v květnu 1879 přitom zcela převládalo stanovisko neúčastnit se i nadále jednání Říšské rady. Eduard Grégr jako jediný hájil opačný názor a z klubu pak vystoupil a zároveň byl z něho i vyloučen (stejně jako podobně smýšlející Karel Klaudy, který na poradě nebyl). Během několika měsíců po volbách roku 1879, ale česká reprezentace přistoupila na aktivní účast v parlamentu, kde staročeši, mladočeši, česká šlechta i moravští poslanci následně utvořili střechový Český klub. Eduard Grégr se poslancem zatím nestal.
Paradoxně to ale nyní byli bratři Grégrové, i když jejich názory převládly, kteří se ocitali mimo hlavní aktivity v parlamentu. Julius Grégr už od léta roku 1880 začal považovat účast Čechů v Říšské radě a ve vládě Eduarda Taaffeho za omyl a opustil Český klub, Eduard Grégr zase (coby neposlanec až do roku 1883) razil prostřednictvím Národních listů občasnou kritickou linii k vládní angažovanosti Čechů. Například počátkem roku 1883 vydal útočný spis Slovo osudné, v němž kritizoval F. L. Riegra za jeho výroky ohledně potřebnosti znalosti němčiny a celkové politické směřování Českého klubu. Krátce poté zase vedl kampaň proti vládnímu návrhu školského zákona, který v intencích zájmů německých konzervativců poněkud oslaboval liberální školské reformy předchozích let. Rieger urgoval ve vládě větší ústupky Čechům tak, aby mohl útokům bratří Gregrů čelit.
Eduard Grégr se poslancem v Říšské radě stal až dodatečně, v doplňovacích volbách, za kurii venkovských obcí, obvod Roudnice, Louny, Mělník atd. Slib složil 4. prosince 1883. Teprve od roku 1883 tedy fakticky vykonával poslanecký mandát ve vídeňském parlamentu, kam byl přitom pravidelně volen od roku 1871. Jeho nástup do parlamentu byl provázen velkou pozorností, protože ve volbách porazil oficiálního kandidáta Českého klubu (jednotné parlamentní zastoupení, do kterého se sdružili staročeši, mladočeši, česká konzervativní šlechta a moravští národní poslanci) Emanuela Tonnera. Nevstoupil do Českého klubu a po jistou dobu působil jako nezařazený poslanec. Teprve po jeho brilantním řečnickém výkonu při parlamentní rozpravě o návrhu na zavedení státního jazyka byly rozpory otupeny a vstřícným Riegrovým návrhem byl do Českého klubu přijat. A klubem byl pak zařazen na kandidátní listinu do voleb do Říšské rady roku 1885, kdy obhájil mandát, opět za kurii venkovských obcích, obvod Roudnice, Louny atd.
Během druhé poloviny 80. let mladočeská strana postupně opětovně ožívala a stále ostřeji se vymezovala proti staročechům i vládě Eduarda Taaffeho. V roce 1887 svolal Eduard Grégr 4. sjezd strany, na kterém byla její činnost fakticky znovu aktivizována. Zároveň se postupně začala posouvat na protivládní pozice. Mezníky v tomto přesunu byla kritika takzvaných Gautschových ordonancí roku 1887 (vládní návrh na redislokaci středních škol, podle mladočechů poškozující české zájmy), Drobečková aféra z téhož roku (publikace výroků F. L. Riegra o tom, že Češi musí své požadavky vzhledem poměru sil sbírati po drobtech, i kdybychom ty drobty sbírati měli pod stolem), následná rekonstrukce Českého klubu, přičemž čtyři mladočeští poslanci včetně E. Grégra z něj vystoupili, a pak takzvané punktace roku 1890. V říjnu 1887 měl rodící se mladočeský klub na Říšské radě (oficiálně Klub neodvislých českých poslanců) šest členů (kromě Grégra ještě Gabriel Blažek, Emanuel Engel, Václav Robert z Kounic, Leopold Lažanský a Jan Vašatý).
Již zemské volby v Čechách 1889 přinesly mladočechům velké zisky a na zemském sněmu mladočeši fungovali jako samostatný subjekt a Eduard Grégr byl jedním z jejich předních poslanců (byť předsedou poslaneckého klubu na zemském sněmu se stal František Tilšer, historik Otto Urban si všímá, že oba bratři Grégrové se při obsazování oficiálních funkcí drželi zpátky, byť si uchovávali jasný neformální vliv). Vrcholem mladočeského nástupu k moci pak byly punktace, tedy vládní a staročechy podporovaný pokus o česko-německé vyrovnání, který ovšem mladočeši začali ostře kritizovat coby nevýhodný. Situaci F. L. Riegra komplikovalo to, že čeští Němci punktační dohodu oslavovali a vláda navíc netakticky začala s implementací spíše pro Čechy bolestivých částí této dohody. V dubnu 1890 se E. Grégr slovně utkal s Riegrem na zasedání Říšské rady. Staročeský tábor se začal rozpadat, opouštěli ho četní poslanci a volby do Říšské rady roku 1891 pak potvrdily masivní nástup mladočechů a prakticky celkové vymazaní staročeských pozic. Eduard Grégr byl za mladočeskou stranu opětovně zvolen ve svém volebním okrsku.
V nyní mohutné mladočeské straně ale bratři Grégrové už počátkem 90. let nepředstavovali jediný směr. Zatímco jejich rétorika byla květnatá, protivládní (až protidynastická) a nacionálně vypjatá (v parlamentní rozpravě v prosinci 1893 E. Grégr prohlásil: „Ano pánové, Čechy jsou Irskem Rakouska“), ve straně se formovala skupina realističtějších politiků, jejichž hlavním představitelem se stával Josef Kaizl (a také Karel Kramář, Josef Herold nebo Bedřich Pacák a Gustav Eim). Ten prosadil, že v roce 1894 byla přijata nymburská rezoluce mladočechů, v níž se strana přihlásila k praktické politice a odmítla planý radikalismus, jenž se krátce předtím projevil ve vulgárních parlamentních projevech Eduarda Grégra, Jana Vašatého či Václava Březnovského. Kromě nacionalistické agitace si ale Grégr uchovával i své liberální zásady. V roce 1894 se v parlamentu jasně vyslovil pro rovné a všeobecné volební právo a varoval před smetením stávajícího mocenského systému lidovou nespokojeností. V roce 1896 pak dokonce takzvaná Badeniho volební reforma vyvolala přímo rozkol v mladočeském parlamentním klubu, když E. Grégr, Jan Vašatý a další radikálové odmítli podpořit tento vládní návrh, který sice rozšiřoval volební právo na prakticky celou mužskou populaci státu, ale zachovával kuriový systém a tedy nerovnost hlasů. Zmínění pak veřejně kritizovali vedení mladočeského klubu. Patnáct mladočechů pak návrh reformy při závěrečném hlasování v Říšské radě nepodpořilo. E. Grégr kritizoval jako nedostatečná i Badeniho jazyková nařízení, která přitom výrazně zvyšovala status češtiny v úředním jazykovém úzu, a podporoval jasně protivládní, opoziční stanovisko vůči kabinetu Kazimíra Badeniho. Protivládní postoj si udržel i poté, když nastoupila vláda Franze Thuna, v níž se ministrem financí stal mladočech Josef Kaizl.

### Ústup z politických pozic
Ačkoliv Grégrova agitace byla jedním z hlavních důvodů mladočeského triumfu nad staročechy, jeho vliv v politice mladočeské strany klesl v 90. letech. Historik Otto Urban už v této fázi řadí Eduarda Grégra spíše mezi „nestory“ mladočeské strany; nebyl již hlavní postavou při rozhodování o jejím směřování, ale díky jeho zásluhám se mu odpouštěly i leckteré ostré výrazy. Paradoxně jisté sympatie měl tento matador české politiky u skupiny mladých nacionalistů z nově vzniklé České strany státoprávní. Ke konci své politické dráhy čelil v zemském sněmu kritice od České agrární strany.
Poslancem Říšské rady byl ještě zvolen ve volbách roku 1897 a volbách roku 1901 (opět za tradiční obvod Roudnice, Louny, Mělník atd. v kurii venkovských obcí). Zasedal tu až do roku 1907. Do roku 1907 také působil na postu poslance Českého zemského sněmu.
Publikoval odborné práce v oboru politických věd i přírodopisné studie.

## Nakladatelská činnost
Nakladatelská a vydavatelská činnost se začala roku 1862, kdy s bratrem Juliem a Františkem Šimáčkem založili tiskárnu pro tisk Národních listů s názvem Knihtiskárna Dr. Julia Grégra a Františka Šimáčka. Po roce Šimáček z podniku vystoupil a tiskárna se přejmenovala na Dr. Ed. Grégr, kněhtiskárna v Praze.
V roce 1864 založil nakladatelství a roku 1867 i knihařství. Bratr Julius se nadále věnoval Národním listům a Eduard se spolu s F. Dattlem pustili do vydávání knih.
Knihkupectví s nakladatestvím Dr. Ed. Grégr a Ferd. Dattel začalo svou činnost koncem roku 1869. Po smrti F. Dattla roku 1882 prodal Grégr knihkupectví Eduardu Valečkovi a sám v něm zůstal jen jako podílník. Podnik tak nesl název Dr. Ed. Grégr a Ed. Valečka. Roku 1885 se Valečka osamostatnil.
V roce 1882 bratři rozdělili tiskárnu, Julius přešel do nové tiskárny jménem Tiskárna Národních listů – Dr. Julius Grégr v Mariánské ulici. Eduardovi zůstala původní tiskárna. Po smrti Julia (1896) se podniky zcela oddělily.
Eduard přizval do své tiskárny syna Zdislava, přičemž od roku 1902 se stal syn společníkem a tiskárna se nadále jmenovala „Ed. Grégr a syn, knihtiskárna v Praze“. Podnik zanikl v roce 1949 znárodněním.

## Rodina
Manželkou Eduarda Grégra byla Antonie Svitirohová (1863), se kterou měl osm dětí, z nichž tři zemřely v dětském věku.
Rodinnou tiskárnu vedl po smrti Eduarda jeho syn Zdislav (1874–1918), v podnikání pokračoval i Zdislavův syn Eduard (1900–1986). V tiskárně byl ve třicátých letech například tištěn časopis Stavitelské listy. Další Zdislavův syn Vladimír byl architektem.